# スピシュスキー城
スピシュ城（"スピシュの城"、スロバキア語：Spišský hrad）は、東部スロバキアのプレショフ県レヴォチャ郡スピシュスケー・ポドフラジエ市（Spišské Podhradie、スピシュの城下）郊外にある城。現在は廃墟であるが、中欧でも大きな城の一つである。タイトルは「スピシュスキー城」となっているが、Spišský hradとは「スピシュ（の）城」という意味であり、誤った表記である。

## 歴史
スピシュ城は、スラヴ人の城があった場所に12世紀に建てられた。旧スピシュ県（現・プレショフ県およびコシツェ県の一部）の経済・行政・政治・文化の中心地であった。1464年以前は名目上ハンガリー王国が所有し、のちサポヤイ家（ザーポリスキー家、1464年-1528年）、トゥルゾー家（1531年-1635年）、ツサースキー家（1638年-1945年）が所有し、1945年にチェコスロバキア政府が接収。1993年以降はスロバキア政府の国有地である。
15世紀初頭にハンガリー王国が深刻な財政危機に陥った際、北の隣国ポーランド王国がスピシュ県一帯の諸都市を担保として1412年にルボフラ条約に基づき大量の資金をハンガリーに緊急融資し、完済されるまでスピシュ県はポーランド王国の管理下となったが、スピシュ城はハンガリー王の所有物として残された。
ポーランド王国管理下の諸都市は、塩坑の開発による岩塩の生産と、東西陸上貿易を行う商業の発展で栄えた。ポーランド王国による行政と経済の権益は18世紀まで続いたが、1772年の第1次ポーランド分割によって債権者であったポーランド王国がオーストリアにこの一帯の土地を割譲させられ、1773年にポーランドがこの債権を強制的に放棄させられることで消滅した。
城は当初、ロマネスク建築の要塞化された石城で、2階建てのロマネスク様式宮殿と3つの本堂のあるロマネスク＝ゴシック建築の聖堂が13世紀半ばに一帯に建てられた。2番目の城壁外居住地は14世紀に建てられ、城一帯は二重となった。15世紀に城は完全に再建されている。城壁は高くされ3番目の城外居住地が建設された。後期ゴシック様式礼拝堂は1470年頃付け足された。サポヤイ家は後期ゴシック様式に変え、上階を過ごしやすい家族の住居とし、16世紀と17世紀の典型的な後期ルネサンス様式の住居にした。
最後の所有者ツサースキー家は、生活の不便さから18世紀初頭に城から転居し、城の南東麓の集落であるスピシュ県（現・コシツェ県）スピシュスカー・ノヴァー・ヴェス郡ジェフラ村や西方約10kmのレヴォチャ郡スピシュスキー・フルホフ村に新たな邸宅を建てそこへ移り住んだ。のち1780年に城は火災に遭い、それ以降廃墟と化した。

## 現在
1970年に城跡の総合的な復元を目的とする遺跡および歴史的建造物の調査が開始され、現在はスロバキア国立博物館レヴォチャ・スピシュ博物館（Slovenské národné múzeum - Spišské múzeum v Levoči）によって徐々に復元作業が進められている。
城内は5月から10月までの間は毎日（4月および11月は予約限定）一般公開されており、2006年には約17万人が来場した。またドラゴンハート（1996年・米映画）、冬のライオン（2003年・英テレビ映画）、The Last Legion（2007年・米映画）などの映画ロケ地にも使われている。
2012年9月、トリップアドバイザーの企画「バケットリスト」の「世界の名城25選」に選ばれた。

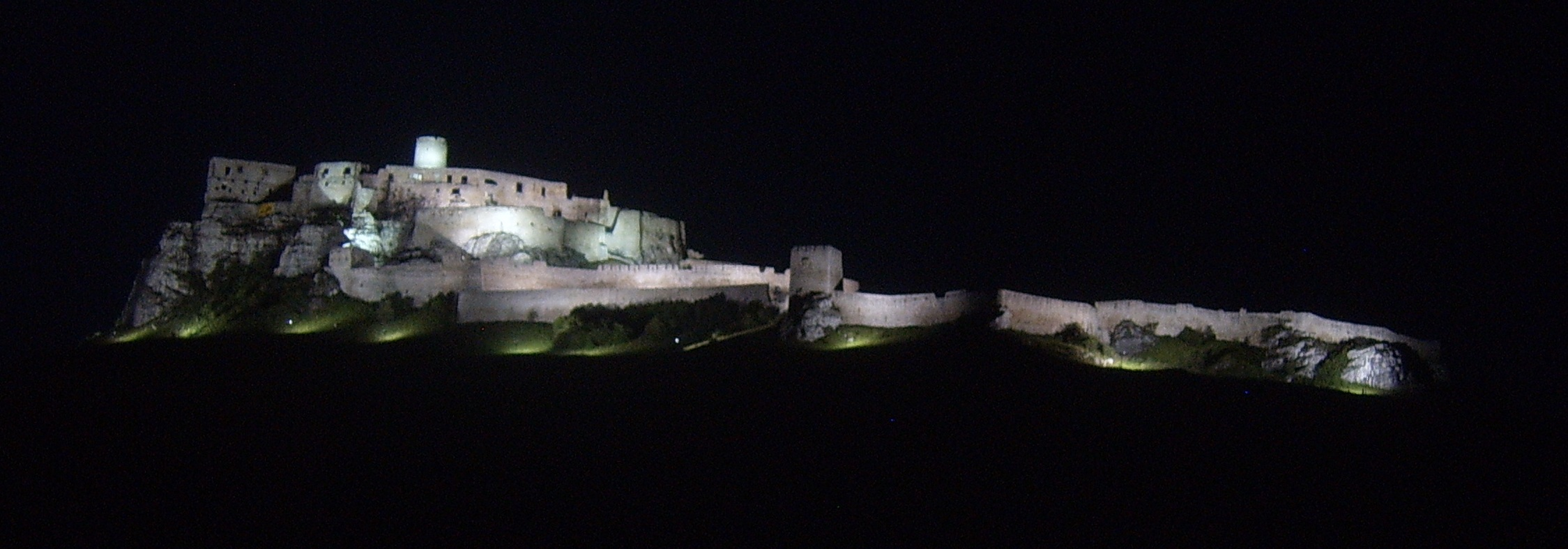
夜のスピシュ城

## 世界遺産
1993年に「スピシュ城とその関連文化財」として登録され、2009年にレヴォチャを加える形で拡大登録された。

## 参照
1. ↑  「スピシュ城の門が訪問客に開かれた」　SME紙（電子版）、2007年5月12日付
2. ↑  死ぬまでに行きたい世界の名城25